# Пайнс-Бич
Пайнс-Бич (англ. The Pines Beach, досл.: «сосновый пляж») — небольшой посёлок (англ. village), расположенный примерно в 4 километрах к востоку от Каиапои, в регионе Кентербери на Южном острове Новой Зеландии. В 1 километре к югу от посёлка находится устье реки Уаимакарири. Посёлок получил своё название ввиду близости к сосновому лесу и пляжу.
Пайнс-Бич в основном представляет собой спальный район. Здесь есть парк Пайнс-Бич-Овал (англ. The Pines Beach Oval). Парк расположен в центре посёлка и имеет овальную форму. Здесь есть детская площадка, качели, площадка для игры в баскетбол, скейт-парк и BMX-трек. Ежегодно в парке устраиваются концерты.
После землетрясения в Кентербери в сентябре 2010 года местный магазин был снесён, вместе со значительным количеством домов, которые были помещены в «красную зону» Управлением по восстановлению после землетрясения в Кентербери. Зелёные насаждения при въезде в Пайнс-Бич со стороны Бич-Роуд — это все, что осталось от этой части поселения.

## Демография
Пайнс-Бич определяется Статистическим управлением Новой Зеландии как сельское поселение и занимает площадь 0,60 км2. Он является частью более широкого статистического района Пегасус-Бэй.
Население Пайнс-Бич составляло 327 человек по данным переписи населения Новой Зеландии 2018 года, что на 27 человек (-7,6 %) меньше по сравнению с переписью 2013 года и на 159 человек (-32,7 %) меньше по сравнению с переписью 2006 года. Насчитывалось 126 домохозяйств. Мужчин было 174, женщин — 153, что даёт соотношение полов 1,14 мужчин на одну женщину. 57 человек (17,4 %) в возрасте до 15 лет, 57 (17,4 %) в возрасте от 15 до 29 лет, 177 (54,1 %) в возрасте от 30 до 64 лет и 36 (11,0 %) в возрасте 65 лет и старше.
По этнической принадлежности население Пайнс-Бич составляли 85,3 % европейцев/пакеха, 19,3 % маори, 2,8 % народов Океании, 0,9 % азиатов и 1,8 % других этнических групп (общее число превышает 100 %, так как люди могли идентифицировать себя с несколькими этническими группами). Хотя некоторые люди возражали против указания своей религии, по результатам опроса 64,2 % не имели никакой религии, 23,9 % были христианами и 1,8 % придерживались других религий.
Из тех, кому было не менее 15 лет, 42 (15,6 %) человека имели степень бакалавра или выше, а 57 (21,1 %) человек не имели формальной квалификации. Статус занятости среди лиц в возрасте не менее 15 лет был следующим: 141 (52,2 %) человек был занят полный рабочий день, 42 (15,6 %) — неполный рабочий день и 15 (5,6 %) — безработные.

### Статистический район Пегасус-Бэй
Статистический район Пегасус-Бэй, в который также входят Вуденд-Бич и Каираки, занимает площадь 24,57 км2. По предварительным оценкам, на июнь 2021 года его население составляло 1210 человек, а плотность населения — 49 человек на км2.
По данным переписи населения Новой Зеландии 2018 года, население Пегасус-Бэй составляло 1047 человек, что на 12 человек (-1,1 %) меньше по сравнению с переписью 2013 года и на 111 человек (-9,6 %) меньше по сравнению с переписью 2006 года. Насчитывалось 402 домохозяйства. Мужчин было 570, женщин — 477, что даёт соотношение полов 1,19 мужчин на одну женщину. Средний возраст составлял 46,7 лет (по сравнению с 37,4 годами по стране), 177 человек (16,9 %) в возрасте до 15 лет, 141 (13,5 %) в возрасте от 15 до 29 лет, 555 (53,0 %) в возрасте от 30 до 64 лет и 177 (16,9 %) в возрасте 65 лет и старше.
По этнической принадлежности в Пегасус-Бэй проживали: 90,8 % — европейцы/пакеха, 13,2 % — маори, 1,4 % — народы Океании, 1,4 % — азиаты и 1,4 % — другие этнические группы (общее число превышает 100 %, так как люди могут относиться к нескольким этническим группам). Доля людей, родившихся за границей, составила 12,9 %, по сравнению с 27,1 % по стране. Хотя некоторые люди отказались назвать свою религию, среди опрошенных 58,7 % не исповедуют никакой религии, 28,7 % являются христианами, 0,3 % — мусульманами, 0,3 % — буддистами и 3,7 % исповедуют другие религии.
Из тех, кому было не менее 15 лет, 102 (11,7 %) человека имели степень бакалавра или выше, а 240 (27,6 %) человек не имели формальной квалификации. Средний доход составлял $30 400, по сравнению с $31 800 по стране. Статус занятости среди лиц, достигших 15 лет: 402 (46,2 %) человека были заняты полный рабочий день, 144 (16,6 %) — неполный рабочий день и 48 (5,5 %) — безработные.